# Evernia
Evernia ist eine Flechten-Gattung aus der Familie der Parmeliaceae.

## Beschreibung
Evernia kommt vor allem auf Bäumen vor und ist je nach Art bräunlich oder grün, die Arten bilden meist sehr weiche und gleichmäßige Formen ab. Die Flechten sind „buschig“ und teilen sich regelmäßig in gleichmäßige Gabeln. Sie besitzen eine grünliche Oberseite und eine weißliche Unterseite. Diese Flechten können mit Ramalina verwechselt werden, die jedoch an der Ober- und Unterseite grünlich ist und gewöhnlich ungleichmäßige Gabeln hat.
Die Evernia-Arten werden unterschiedlich genutzt, Evernia prunastri vor allem in der Parfümindustrie als Fixiermittel und Evernia mesomorpha als Nahrungsmittel für Mensch und Tier.

## Arten

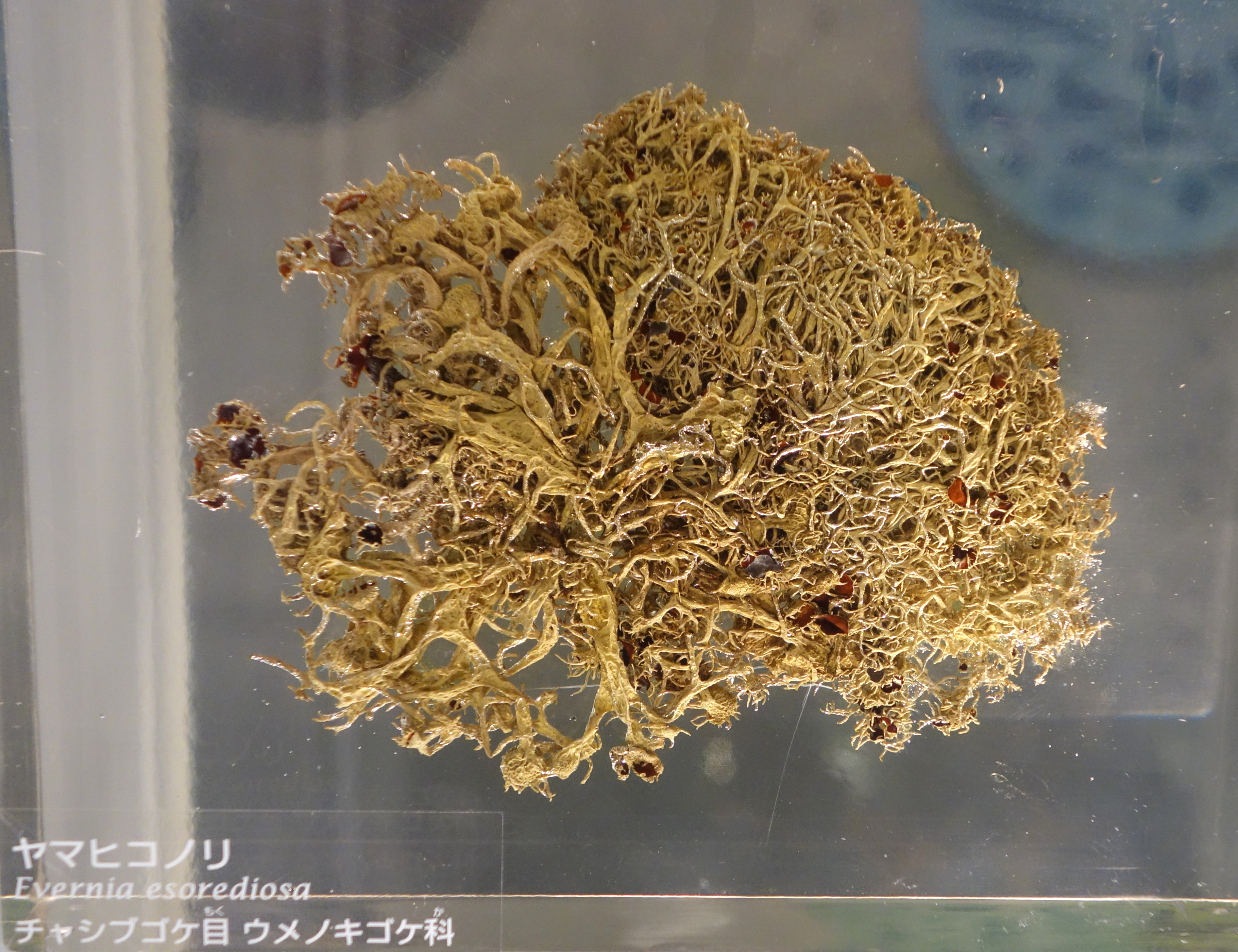
Evernia divaricata
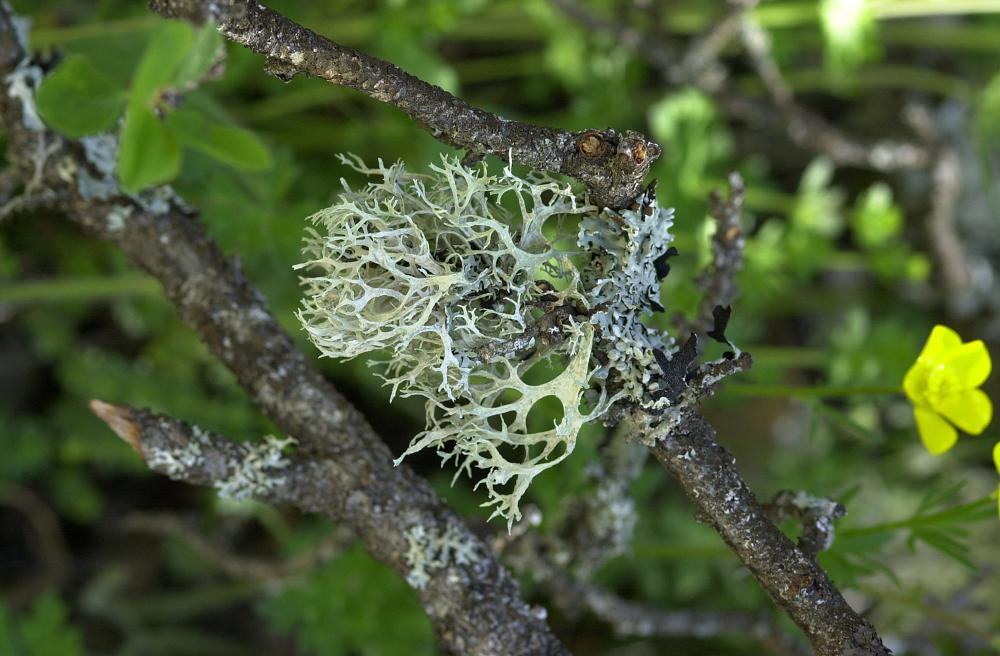
Evernia esorediosa
- Evernia illyrica
- Evernia mesomorpha
- Evernia prunastri
- Evernia vulpina

- Evernia esorediosa
- Evernia prunastri

## Belege
1. 1 2  Evernia. Oregon State University; abgerufen am 25. Mai 2020.